# Contrangolo

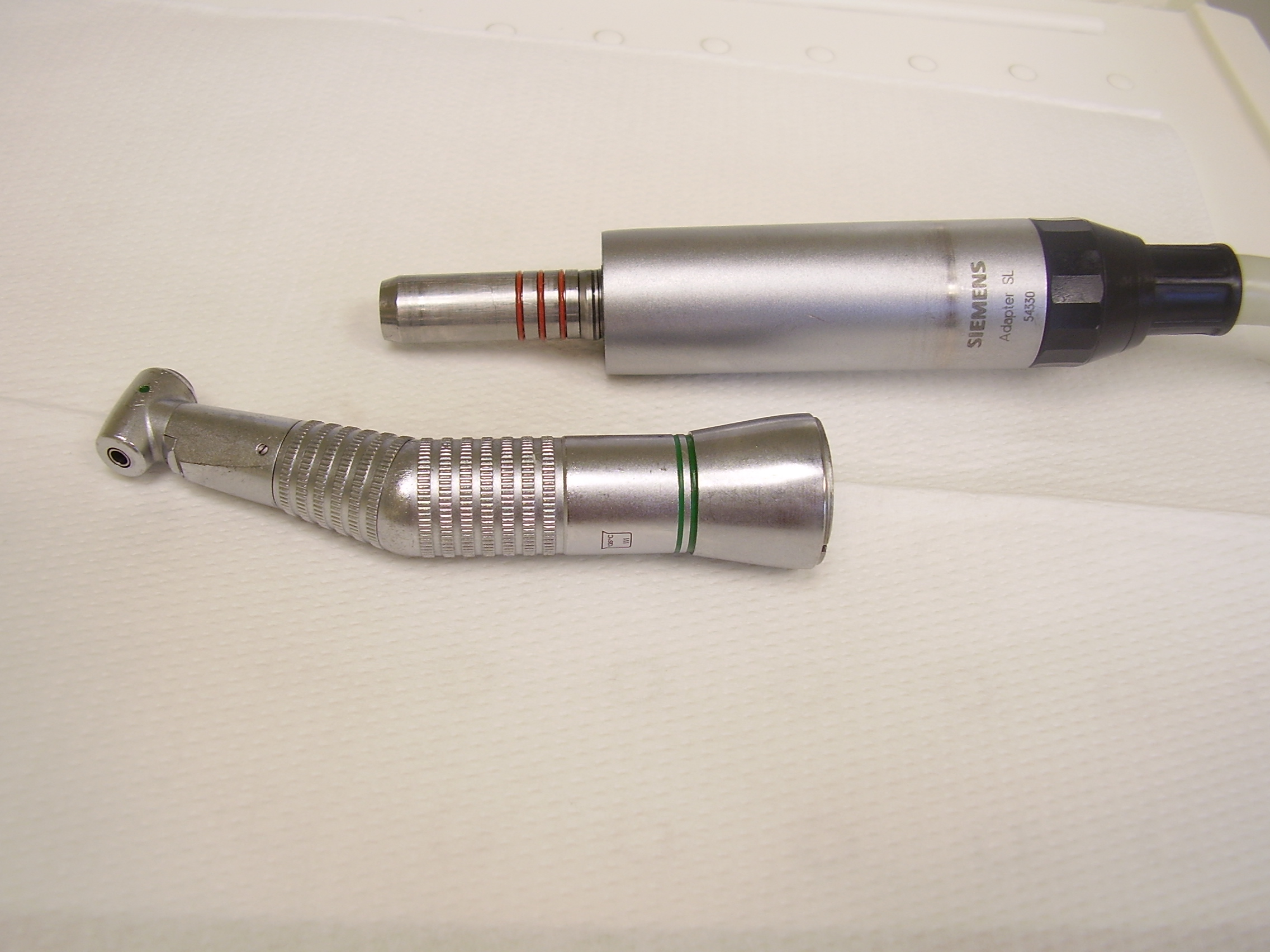
Contrangolo Verde con Motore

Un contrangolo (in inglese handpiece) o chiamato semplicemente trapano dentistico, è uno strumento di preparazione con il quale il dentista lavora nella bocca del paziente.
L'angolo tra la base e la testa è normalmente di 30°, questi a seconda del processo operativo della testa possono avere il morsetto di stringimento fresa esterno o il sistema di tenuta fresa interno, il foro del lato inserimento fresa dei contrangoli può avere un diametro di 2.35mm o 1.6mm.
I contrangoli vengono sempre accompagnati da micromotori elettrici che normalmente girano a 40.000 min-1 (giri / min) da cui ricevono la forza motrice. I due si uniscono tramite attacco ISO che è universale, quindi possono essere accoppiati indifferentemente dalla marca o dal modello.

## Tipi e velocità
Ci sono molti tipi di contrangoli in commercio, ma i più comuni sono:
- Contrangoli moltiplicatori (anello rosso), con meccanica interna che amplifica la velocità di rotazione della fresa e riduce la coppia.

- Contrangoli ridotti (anello verde), con meccanica interna che riduce la velocità di rotazione della fresa e amplifica la coppia.

- Contrangoli 1:1 (anello blu), con meccanica interna che trasporta senza variazioni la coppia motrice alla fresa e mantiene inalterata la velocità di rotazione.

- Contrangoli chirurgici: sono strumenti di chirurgia speciali che vengono usati per collegare (avvitare) impianti direttamente all'osso, e così come i contrangoli ridotti hanno una velocità molto bassa e una coppia alta, questi ultimi a differenza di tutti gli altri contrangoli hanno la possibilità di collegare esternamente le bottiglie di infusione con soluzione salina fisiologica per il raffreddamento.

| Colore       | Tipo             | Rapporto di trasmissione | Giri a minuto massimo |
| ------------ | ---------------- | ------------------------ | --------------------- |
| rosso        | veloce           | 1 : 5                    | 200.000 min−1         |
| blu          | normale          | 1 : 1                    | 40.000 min−1          |
| verde        | lentamente       | 5,4 : 1                  | 7.400 min−1           |
| verde doppio | molto lentamente | 14,8 : 1                 | 2.700 min−1           |

I contrangoli tramite micromotore sono sempre collegati al riunito (poltrona dentistica) mediante cordoni, questi ultimi trasportano acqua,  ed aria, riuscendo a fornire elettricità per il moto e la luce, ed infine acqua che nebulizzata con aria a pressione viene usata per il raffreddamento.

## Manutenzione
Dopo ogni utilizzo, i contrangoli devono essere lubrificati e sterilizzati seguendo attentamente passo per passo le informazioni di manutenzione fornite dal produttore.
Generalmente e se possibile si stacca la testina dall'impugnatura per poi essere entrambi lavati con acqua fredda per eliminare residui di sangue, oliati, e quindi sterilizzati, previo uso di specifici sacchetti, in autoclave.
Gli strumenti devono essere tenuti in condizioni di sterilità fino al successivo utilizzo, alcol o disinfettanti vari non dovrebbero essere usati, dato che penetrando nella meccanica interna vanno ad intaccare i meccanismi necessari al moto.